# Cruz Quemada
De Cruz Quemada is een vulkaan in het departement Santa Rosa in Guatemala. De berg is ongeveer 1690 meter hoog.